# Saint-Vincent-de-Connezac
Pour les articles homonymes, voir Saint-Vincent.
Saint-Vincent-de-Connezac est une commune française située dans le département de la Dordogne, en région Nouvelle-Aquitaine.

## Géographie

### Généralités
La commune de Saint-Vincent-de-Connezac, dans la forêt de la Double, est arrosée par un affluent de l'Isle, la Beauronne, qui lui sert de limite naturelle, la séparant de Chantérac et de Saint-Jean-d'Atauxà l'est.
Son territoire, parsemé de nombreux étangs, est essentiellement forestier.
Au croisement des routes départementales 44 et 709, le village de Saint-Vincent-de-Connezac se trouve dix kilomètres au sud-est de Ribérac, autant à l'ouest-nord-ouest de Saint-Astier et quinze kilomètres au nord de Mussidan.

### Communes limitrophes
Saint-Vincent-de-Connezac est limitrophe de six autres communes, dont Beauronne au sud-ouest sur environ 150 mètres. Au nord-est, son territoire est distant d'une dizaine de mètres de celui de Segonzac et d'environ 70 mètres de celui de Saint-Pardoux-de-Drône.
| Siorac-de-Ribérac     | Saint-Sulpice-de-Roumagnac |           |
| Saint-André-de-Double | Saint-Vincent-de-Connezac  | Chantérac |
| Beauronne             | Saint-Jean-d'Ataux         |           |

### Géologie et relief

#### Géologie
Situé sur la plaque nord du Bassin aquitain et bordé à son extrémité nord-est par une frange du Massif central, le département de la Dordogne présente une grande diversité géologique. Les terrains sont disposés en profondeur en strates régulières, témoins d'une sédimentation sur cette ancienne plate-forme marine. Le département peut ainsi être découpé sur le plan géologique en quatre gradins différenciés selon leur âge géologique. Saint-Vincent-de-Connezac est située dans le troisième gradin à partir du nord-est, un plateau formé de calcaires hétérogènes du Crétacé.
Les couches affleurantes sur le territoire communal sont constituées de formations superficielles du Quaternaire et de roches sédimentaires datant pour certaines du Cénozoïque, et pour d'autres du Mésozoïque. La formation la plus ancienne, notée c5c, date du Campanien 3, une alternance de marnes à glauconie et de calcaires crayo-marneux jaunâtres. La formation la plus récente, notée CFp, fait partie des formations superficielles de type colluvions indifférenciées de versant, de vallon et plateaux issues d'alluvions, molasses, altérites. Le descriptif de ces couches est détaillé dans  les feuilles « no 757 - Ribérac » et « no 758 - Périgueux (ouest) » de la carte géologique au 1/50 000 de la France métropolitaine, et leurs notices associées,.

Carte géologique de Saint-Vincent-de-Connezac.

#### Relief et paysages
Le département de la Dordogne se présente comme un vaste plateau incliné du nord-est (491 m, à la forêt de Vieillecour dans le Nontronnais, à Saint-Pierre-de-Frugie) au sud-ouest (2 m à Lamothe-Montravel). L'altitude du territoire communal varie quant à elle entre 90 mètres et 210 mètres,.
Dans le cadre de la Convention européenne du paysage entrée en vigueur en France le 1er juillet 2006, renforcée par la loi du 8 août 2016 pour la reconquête de la biodiversité, de la nature et des paysages, un atlas des paysages de la Dordogne a été élaboré sous maîtrise d’ouvrage de l’État et publié en octobre 2020. Les paysages du département s'organisent en huit unités paysagères,. La commune fait partie de la Double, au sein de l'unité de paysage « La Double et le Landais », deux plateaux ondulés, dont la pente générale descend de l'est vers l'ouest. À l'est, les altitudes atteignent ainsi les 200 m pour les plus élevées (233 m au sud de Tocane-Saint-Apre). Vers l'ouest, le relief s’adoucit et les altitudes maximales culminent autour des 100 mètres. Les paysages sont forestiers aux horizons limités, avec peu de repères, ponctués de clairières agricoles habitées.
La superficie cadastrale de la commune publiée par l'Insee, qui sert de référence dans toutes les statistiques, est de 14,81 km2,,. La superficie géographique, issue de la BD Topo, composante du Référentiel à grande échelle produit par l'IGN, est quant à elle de 14,89 km2.

### Hydrographie

#### Réseau hydrographique
La commune est située dans le bassin de la Dordogne au sein du Bassin Adour-Garonne. Elle est drainée par la Rizonne, la Beauronne, le ruisseau de Rieu Quérieu et par divers petits cours d'eau, qui constituent un réseau hydrographique de 21 km de longueur totale,.
La Rizonne, d'une longueur totale de 26,73 km, prend sa source dans l'ouest de la commune, au sud-ouest du lieu-dit la Grande Borie, et se jette dans la Dronne en rive gauche en limite de Saint Aulaye-Puymangou et de Bonnes, un kilomètre et demi au nord du centre bourg de Saint-Aulaye,. Elle borde la commune à l'ouest sur un kilomètre face à Siorac-de-Ribérac.
La Beauronne, d'une longueur totale de 18,12 km, prend sa source dans le nord-est de la commune, près du lieu-dit la Verrière ; son bras oriental se jette dans l'Isle en rive droite, en limite de Saint-Front-de-Pradoux et de Saint-Louis-en-l'Isle, face à Sourzac,. Elle sert de limite naturelle à l'est sur plus de six kilomètres, face à Chantérac et Saint-Jean-d'Ataux.
Affluent de rive droite de la Beauronne, le ruisseau de Rieu Quérieu prend sa source dans le sud-ouest de la commune qu'elle arrose sur près de 900 mètres.

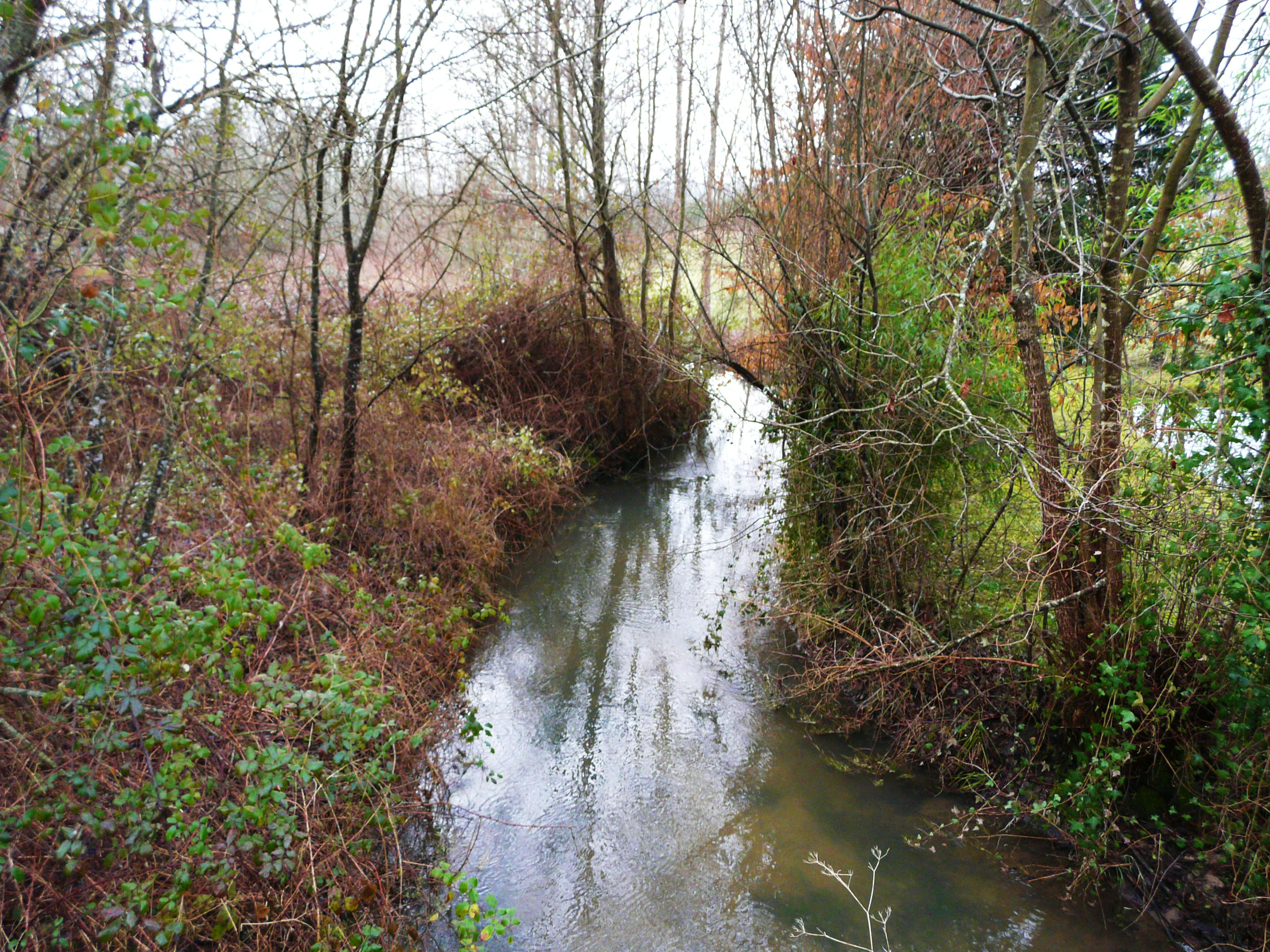
La Beauronne en limite de  Chantérac (à gauche) et Saint-Vincent-de-Connezac, au pont de la RD 44.
Réseaux hydrographique et routier de Saint-Vincent-de-Connezac.

#### Gestion et qualité des eaux
Le territoire communal est couvert par le schéma d'aménagement et de gestion des eaux (SAGE) « Isle - Dronne ». Ce document de planification, dont le territoire regroupe les bassins versants de l'Isle et de la Dronne, d'une superficie de 7 500 km2, a été approuvé le 2 août 2021. La structure porteuse de l'élaboration et de la mise en œuvre est l'établissement public territorial de bassin de la Dordogne (EPIDOR). Il définit sur son territoire les objectifs généraux d’utilisation, de mise en valeur et de protection quantitative et qualitative des ressources en eau superficielle et souterraine, en respect des objectifs de qualité définis dans le troisième SDAGE  du Bassin Adour-Garonne qui couvre la période 2022-2027, approuvé le 10 mars 2022.
La qualité des eaux de baignade et des cours d’eau peut être consultée sur un site dédié géré par les agences de l’eau et l’Agence française pour la biodiversité.

### Climat
Pour des articles plus généraux, voir Climat de la Nouvelle-Aquitaine et Climat de la Dordogne.
Historiquement, la commune est exposée à un climat océanique aquitain.  
En 2020, Météo-France publie une typologie des climats de la France métropolitaine dans laquelle la commune est dans une zone de transition entre le climat océanique et le climat océanique altéré et est dans la région climatique  Aquitaine, Gascogne, caractérisée par une pluviométrie abondante au printemps, modérée en automne, un faible ensoleillement au printemps, un été chaud (19,5 °C), des vents faibles, des brouillards fréquents en automne et en hiver et des orages fréquents en été (15 à 20 jours).
Pour la période 1971-2000, la température annuelle moyenne est de 12,3 °C, avec  une amplitude thermique annuelle de 15,3 °C. Le cumul annuel moyen de précipitations est de 896 mm, avec 12,4 jours de précipitations en janvier et 6,6 jours en juillet. Pour la période 1991-2020, la température moyenne annuelle observée sur la station météorologique la plus proche, située sur la commune de Saint-Martin-de-Ribérac à 8 km à vol d'oiseau, est de 13,5 °C et le cumul annuel moyen de précipitations est de 916,6 mm,. Pour l'avenir, les paramètres climatiques de la commune estimés pour 2050 selon différents scénarios d’émission de gaz à effet de serre sont consultables sur un site dédié publié par Météo-France en novembre 2022.

## Urbanisme

### Typologie
Au 1er janvier 2024, Saint-Vincent-de-Connezac est catégorisée commune rurale à habitat dispersé, selon la nouvelle grille communale de densité à 7 niveaux définie par l'Insee en 2022.
Elle est située hors unité urbaine et hors attraction des villes,.

### Occupation des sols
L'occupation des sols de la commune, telle qu'elle ressort de la base de données européenne d’occupation biophysique des sols Corine Land Cover (CLC), est marquée par l'importance des forêts et milieux semi-naturels (67,2 % en 2018), en augmentation par rapport à 1990 (65,1 %). La répartition détaillée en 2018 est la suivante : 
forêts (67,2 %), zones agricoles hétérogènes (29,7 %), zones urbanisées (3,1 %). L'évolution de l’occupation des sols de la commune et de ses infrastructures peut être observée sur les différentes représentations cartographiques du territoire : la carte de Cassini (XVIIIe siècle), la carte d'état-major (1820-1866) et les cartes ou photos aériennes de l'IGN pour la période actuelle (1950 à aujourd'hui).

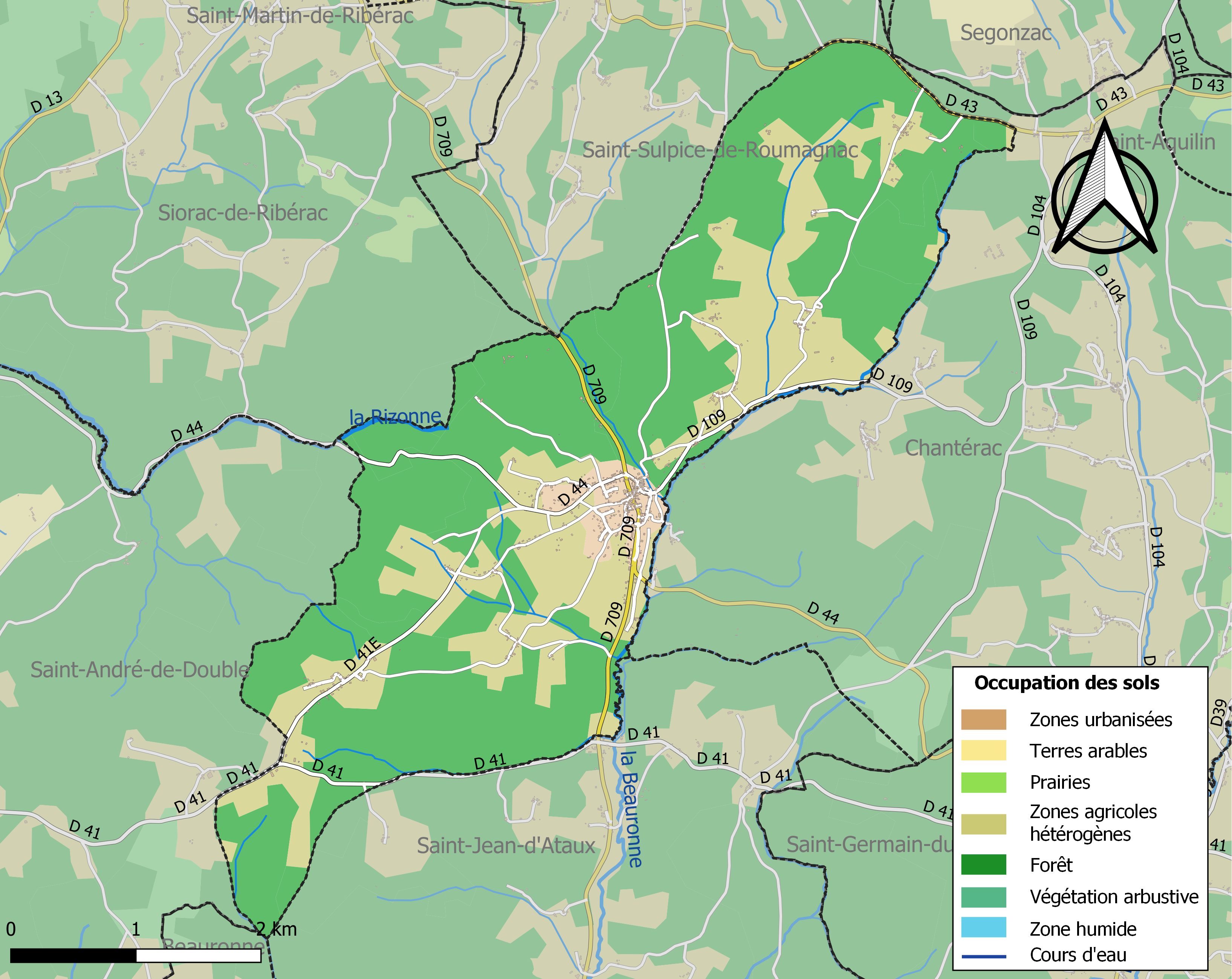
Carte des infrastructures et de l'occupation des sols de la commune en 2018 (CLC).

### Prévention des risques

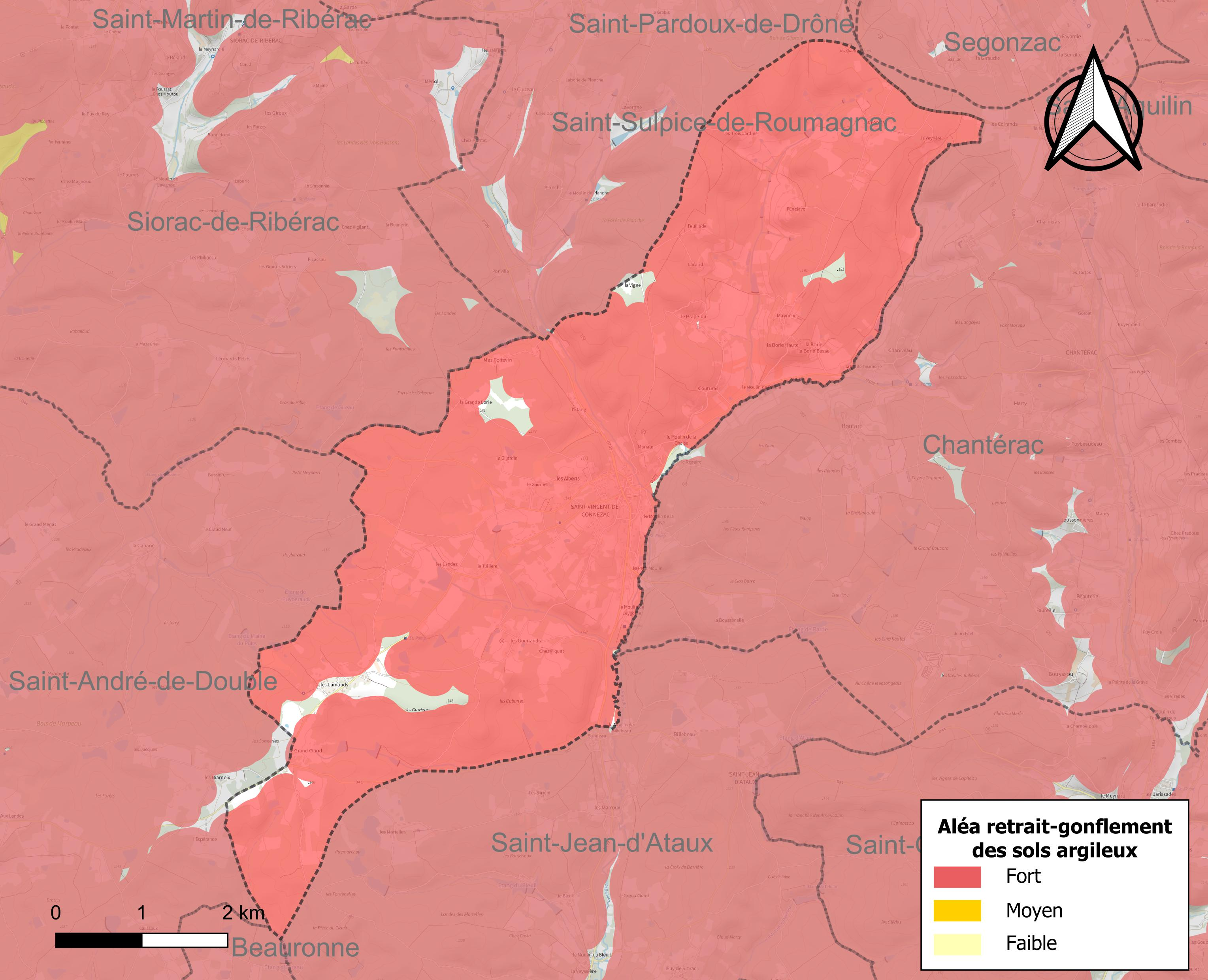
Carte des zones d'aléa retrait-gonflement des sols argileux de Saint-Vincent-de-Connezac.

Le territoire de la commune de Saint-Vincent-de-Connezac est vulnérable à différents aléas naturels : météorologiques (tempête, orage, neige, grand froid, canicule ou sécheresse), feux de forêts, mouvements de terrains et séisme (sismicité très faible). Un site publié par le BRGM permet d'évaluer simplement et rapidement les risques d'un bien localisé soit par son adresse soit par le numéro de sa parcelle.
Saint-Vincent-de-Connezac est exposée au risque de feu de forêt. L’arrêté préfectoral du 14 mars 2013 fixe les conditions de pratique des incinérations et de brûlage dans un objectif de réduire le risque de départs d’incendie. À ce titre, des périodes sont déterminées : interdiction totale du 15 février au 15 mai et du 15 juin au 15 octobre, utilisation réglementée du 16 mai au 14 juin et du 16 octobre au 14 février. En septembre 2020, un plan inter-départemental de protection des forêts contre les incendies (PidPFCI) a été adopté pour la période 2019-2029,.
Les mouvements de terrains susceptibles de se produire sur la commune sont des tassements différentiels. Le retrait-gonflement des sols argileux est susceptible d'engendrer des dommages importants aux bâtiments en cas d’alternance de périodes de sécheresse et de pluie. 96,3 % de la superficie communale est en aléa moyen ou fort (58,6 % au niveau départemental et 48,5 % au niveau national métropolitain). Depuis le 1er octobre 2020, en application de la loi ÉLAN, différentes contraintes s'imposent aux vendeurs, maîtres d'ouvrages ou constructeurs de biens situés dans une zone classée en aléa moyen ou fort,.
La commune a été reconnue en état de catastrophe naturelle au titre des dommages causés par les inondations et coulées de boue survenues en 1982 et 1999, par la sécheresse en 1992, 2003 et 2011 et par des mouvements de terrain en 1999.

## Toponymie

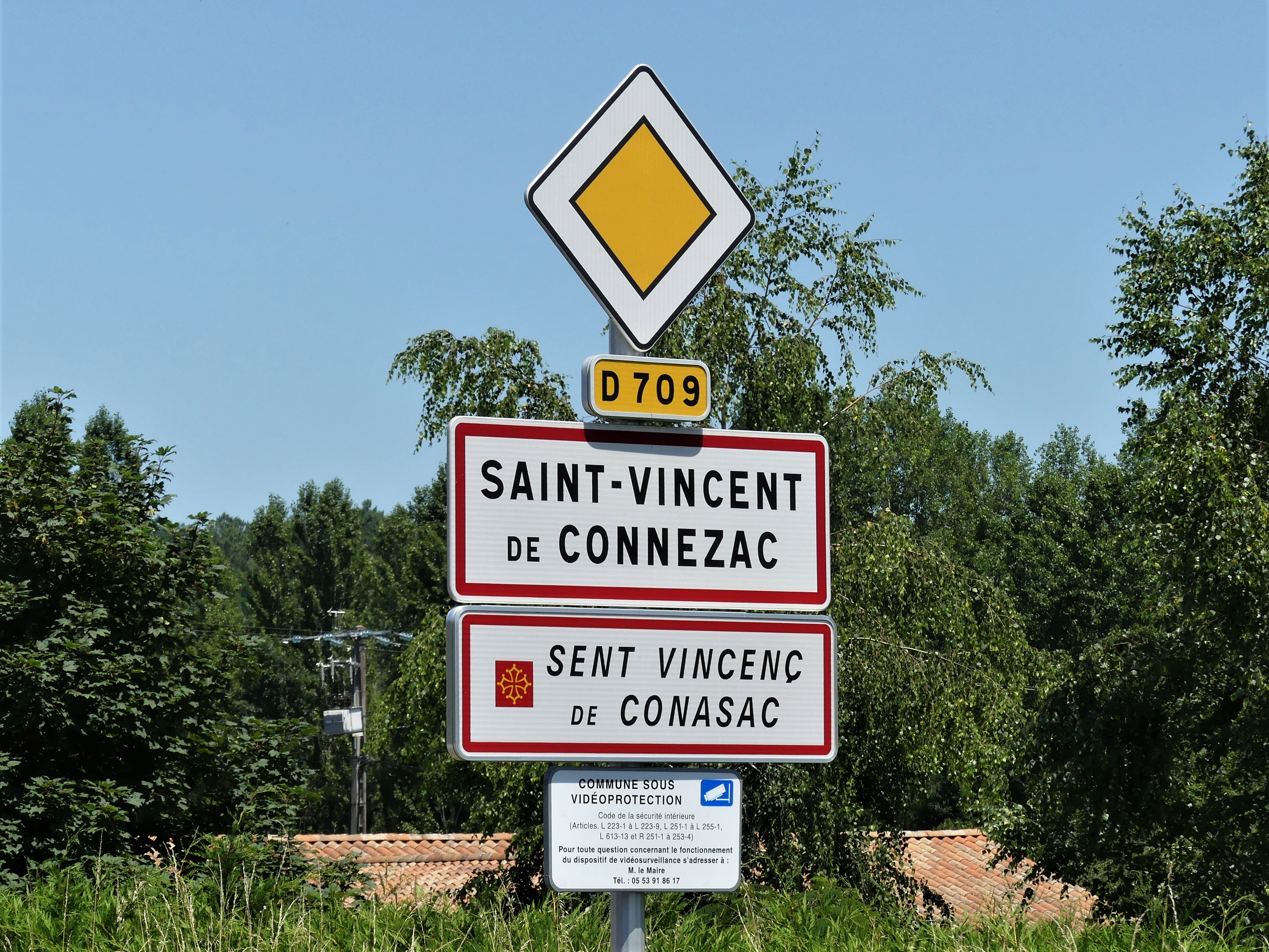
Panneau bilingue en français et occitan.

Le nom de Saint-Vincent-de-Connezac fait référence à saint Vincent, diacre espagnol martyrisé au début du IVe siècle alors que la seconde partie du nom de la commune correspond à un nom de personnage d'origine gauloise, Conatius, suivi du suffixe -acum, indiquant le « domaine de Conatius ».
En occitan, la commune porte le nom de Sent Vincenç de Conasac.

## Histoire
La première mention écrite connue du village apparaît au XIVe siècle pour son église sous la forme Sanctus Vencencius de Conezac.
Bien avant le duc Waïfre d'Aquitaine (725 - 768), le village existait déjà. Étant donné sa situation, il eut à souffrir, au temps des guerres de religion et de la Fronde, du passage des armées protestantes et catholiques : incendies, massacres et ruine des habitants.
Par la suite, tisserands, verriers, tanneurs, corroyeurs, négociants, cultivateurs font fructifier le pays qui vit pratiquement en autarcie. Des nobles, des bourgeois résident dans la bourgade, puis presque sans bruit, les vieux métiers disparaissent pour laisser place à la culture et à l'élevage, jusqu'à la Révolution.
À cette époque, sur la carte de Cassini représentant la France entre 1756 et 1789, le village est identifié sous le nom de Saint Vincent de Conozat.
Créée en 1790, la commune est chef-lieu du canton de Saint Vincent jusqu'en 1801.

## Politique et administration

### Rattachements administratifs
Dès 1790, la commune de Saint-Vincent-de-Connezac a été rattachée au canton de Saint-Vincent qui dépendait du district de Ribérac jusqu'en 1795, date de suppression des districts. Lorsque ce canton est supprimé par la loi du 8 pluviôse an IX (28 janvier 1801)  portant sur la « réduction du nombre de justices de paix », la commune est rattachée au canton de Neuvic dépendant de l'arrondissement de Ribérac jusqu'en 1926 puis de l'arrondissement de Périgueux.
Dans le cadre de la réforme de 2014 définie par le décret du 21 février 2014, ce canton disparaît aux élections départementales de mars 2015. La commune est alors rattachée au canton de Ribérac, dont le bureau centralisateur est fixé à Ribérac.

### Intercommunalité
Fin 1998, Saint-Vincent-de-Connezac intègre dès sa création la communauté de communes du Ribéracois. Celle-ci est dissoute au 31 décembre 2013 et remplacée au 1er janvier 2014 par la communauté de communes du Pays Ribéracois, renommée en 2019 communauté de communes du Périgord Ribéracois.

### Administration municipale
La population de la commune étant comprise entre 500 et 1 499 habitants au recensement de 2017, quinze conseillers municipaux ont été élus en 2020,.

### Liste des maires
| Période                                  | Période    | Identité            | Étiquette | Qualité                    |
| ---------------------------------------- | ---------- | ------------------- | --------- | -------------------------- |
| Les données manquantes sont à compléter. |            |                     |           |                            |
|                                          |            |                     |           |                            |
| avant 1981                               | 1983       | Charles Aucouturier |           |                            |
| 1983                                     | avril 2014 | Jacques Dodin       | SE        | Retraité de l'enseignement |
| avril 2014 (réélu en mai 2020)           | En cours   | Jean-Claude Arnaud  |           |                            |

## Équipements et services publics

### Enseignement
En 2019, la commune de Saint-Vincent-de-Connezac est organisée en regroupement pédagogique intercommunal (RPI) avec les communes de Saint-André-de-Double et Saint-Jean-d'Ataux au niveau des classes de primaire.
Saint-Vincent-de-Connezac accueille les enfants en maternelle, en cours préparatoire et en CE1.

### Justice
En 2023, dans le domaine judiciaire, Saint-Vincent-de-Connezac relève : 
- du tribunal judiciaire, du tribunal pour enfants, du conseil de prud'hommes et du tribunal de commerce de Périgueux ;
- du pôle Nationalité du tribunal judiciaire de Périgueux (compétent uniquement dans le domaine de la nationalité) ;
- de la cour d'appel, du tribunal administratif et de la  cour administrative d'appel de Bordeaux.

## Population et société

### Démographie
L'évolution du nombre d'habitants est connue à travers les recensements de la population effectués dans la commune depuis 1793. Pour les communes de moins de 10 000 habitants, une enquête de recensement portant sur toute la population est réalisée tous les cinq ans, les populations de référence des années intermédiaires étant quant à elles estimées par interpolation ou extrapolation. Pour la commune, le premier recensement exhaustif entrant dans le cadre du nouveau dispositif a été réalisé en 2004.

En 2022, la commune comptait 671 habitants, en évolution de +1,51 % par rapport à 2016 (Dordogne : +0,37 %, France hors Mayotte : +2,11 %).
| 1793 | 1800 | 1806 | 1821 | 1831 | 1836 | 1841 | 1846 | 1851 |
| ---- | ---- | ---- | ---- | ---- | ---- | ---- | ---- | ---- |
| 818  | 804  | 786  | 868  | 871  | 807  | 798  | 778  | 819  |

| 1856 | 1861 | 1866 | 1872 | 1876 | 1881 | 1886 | 1891 | 1896 |
| ---- | ---- | ---- | ---- | ---- | ---- | ---- | ---- | ---- |
| 810  | 751  | 741  | 769  | 800  | 809  | 828  | 826  | 733  |

| 1901 | 1906 | 1911 | 1921 | 1926 | 1931 | 1936 | 1946 | 1954 |
| ---- | ---- | ---- | ---- | ---- | ---- | ---- | ---- | ---- |
| 738  | 793  | 723  | 655  | 631  | 621  | 622  | 586  | 540  |

| 1962 | 1968 | 1975 | 1982 | 1990 | 1999 | 2004 | 2006 | 2009 |
| ---- | ---- | ---- | ---- | ---- | ---- | ---- | ---- | ---- |
| 520  | 546  | 511  | 432  | 403  | 439  | 487  | 507  | 543  |

| 2014 | 2019 | 2022 | - | - | - | - | - | - |
| ---- | ---- | ---- | - | - | - | - | - | - |
| 640  | 673  | 671  | - | - | - | - | - | - |

### Manifestations culturelles et festivités
En termes de date, l'un des tout premiers vide-greniers-brocante du département se déroule chaque année dans le bourg au mois de janvier.

## Économie

### Emploi
En 2015, parmi la population communale comprise entre 15 et 64 ans, les actifs représentent 285 personnes, soit 43,8 % de la population municipale. Le nombre de chômeurs (51) a plus que doublé par rapport à 2010 (vingt-quatre) et le taux de chômage de cette population active s'établit à 17,9 %.

### Établissements
Au 31 décembre 2015, la commune compte cinquante-deux établissements, dont vingt-deux au niveau des commerces, transports ou services, neuf dans l'agriculture, la sylviculture ou la pêche, sept dans la construction, sept relatifs au secteur administratif, à l'enseignement, à la santé ou à l'action sociale, et sept dans l'industrie.

## Culture locale et patrimoine

### Lieux et monuments

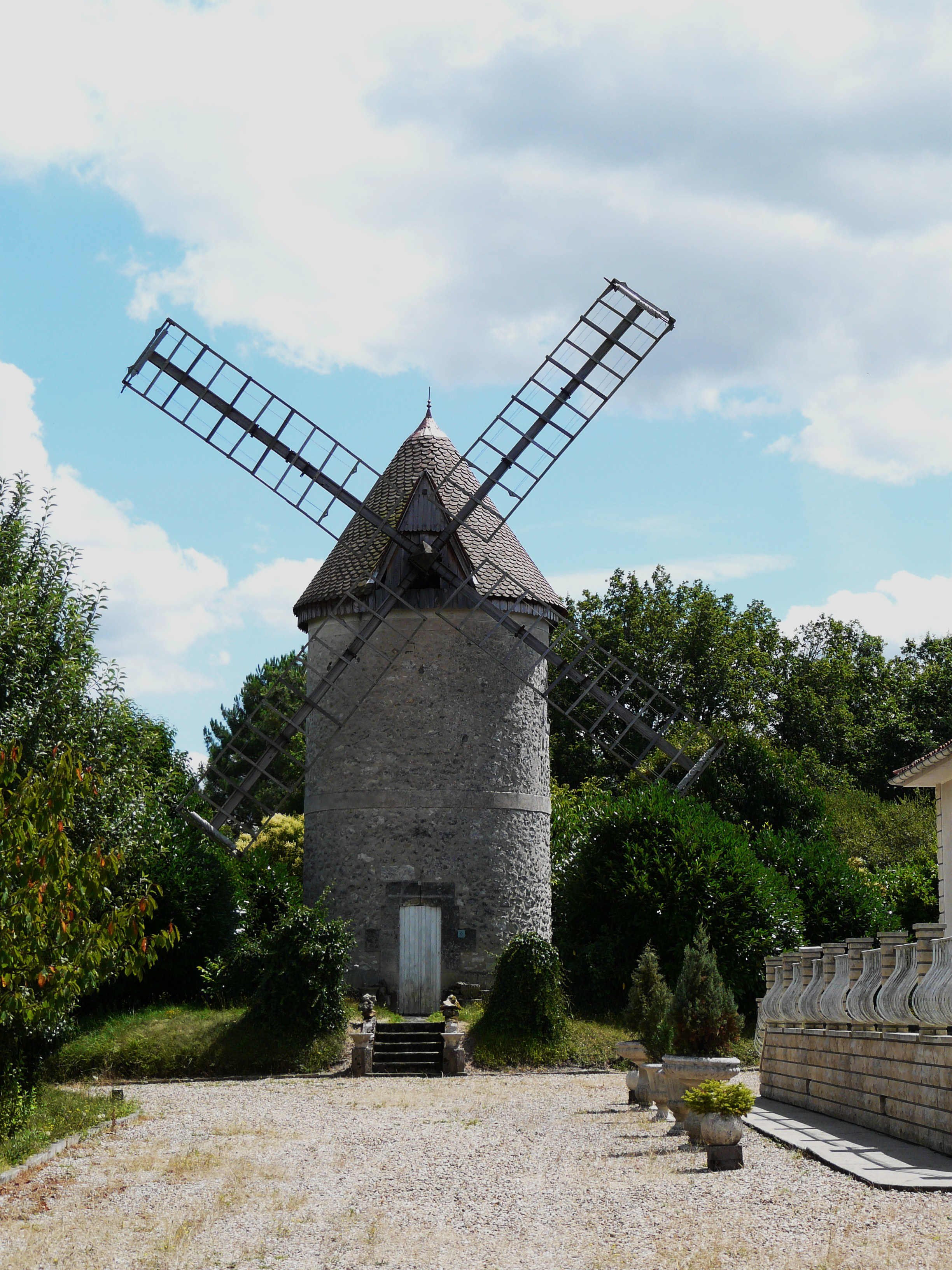
Moulin à vent dans le bourg

- Église Saint-Vincent, rebâtie vers 1900
- Ancien moulin à vent situé chez un particulier, dans le bourg, le long de la route départementale 44 en direction d'Échourgnac.
- Repaire (ou manoir) du Mas-Poitevin : attesté en 1543, il conserve des parties du XVIe siècle ainsi qu'une cheminée du XVIIe siècle[62].

### Personnalités liées à la commune
- Paul Pourteyron (1846-1936) est un homme politique né à Saint-Vincent-de-Connezac, commune dont il est maire en 1878.

### Héraldique
| Blason de Saint-Vincent-de-Connezac | Blason  | Écartelé : aux 1er et 4e d'or à la croisette ancrée de sable accompagnée de trois merlettes du même, au 2e de sable au heaume de tournoi d'argent taré de trois-quarts, au 3e de gueules à trois fleurs à quatre pétales d'or. |
| Blason de Saint-Vincent-de-Connezac | Détails | Le statut officiel du blason reste à déterminer. |

## Pour approfondir